# Sporting Clube do Príncipe
Lo Sporting Clube do Príncipe è una societa calcistica dell'Isola di Principe con sede a São Tomé e Príncipe.
Fondato nel 1915 il club milita nella massima serie calcistica di São Tomé e Príncipe.

## Palmarès
- São Tomé and Príncipe Championship: 2

2011, 2012
- Principe League Island Championship: 2:

2011, 2012
- Taça Nacional de São Tomé e Príncipe: 1

2011

## Partecipazioni alle competizioni CAF
- CAF Champions League: 1 Partecipazione

2013 -